# Анна Саксонская (1567—1613)
Анна Саксонская (нем. Anna von Sachsen; 18 ноября 1567, Дрезден — 27 января 1613, Крепость Кобург, Кобург) — саксонская принцесса из дома Веттинов, в замужестве герцогиня Саксен-Кобургская.

## Биография
Анна — младшая дочь курфюрста Августа Саксонского и Анны Датской и Норвежской (1532—1585), дочери короля Дании Кристиана III.
16 января 1586 года в Дрездене Анна вышла замуж за герцога Иоганна Казимира Саксен-Кобургского, с которым она обручилась без согласия родителей за два года до этого. В приданое Анна получила 30 тыс. талеров, в качестве вдовьих владений ей был назначен Рёмхильд. Жизнерадостная и беспечная герцогиня увлекалась роскошными балами, а её супруг предпочитал охоту и поэтому вскоре неделями не появлялся при дворе. Когда в 1593 году Анна изменила ему, Иоганн Казимир незамедлительно заявил о разводе и посадил супругу и её любовника Ульриха Лихтенштейнского под арест. Несмотря на многочисленные письма с мольбами от Анны и её родни о помиловании, суд в Йене приговорил обоих к смерти обезглавливанием. Иоганн Казимир заменил смертную казнь на пожизненное заключение. Тем самым Анна повторила судьбу своей старшей сестры Елизаветы.
Своё 20-летнее заключение Анна отбывала сначала в Эйзенахе, затем до 1596 года в Зоннефельдском монастыре, а впоследствии в крепости Фесте Кобург, где и умерла. Похоронена в монастырское церкви в Зоннефельде.
Иоганн Казимир женился в 1599 году во второй раз на кузине Анны Маргарите Брауншвейг-Люнебургской.